# Дземе
Дзѐме (на италиански: Zeme, на местен диалект: Zem, Дзем) е село и община в Северна Италия, провинция Павия, регион Ломбардия. Разположено е на 104 m надморска височина. Населението на общината е 1074 души (към 2015 г.).